# Приключения Паддингтона 2
«Приключе́ния Па́ддингтона 2» (англ. Paddington 2) — британский семейный комедийный фильм режиссёра Пола Кинга о медвежонке Паддингтоне. Является продолжением фильма «Приключения Паддингтона» 2014 года. Премьера фильма в Великобритании состоялась 10 ноября 2017 года.

## Сюжет
Паддингтон, успешно обосновавшийся в доме семьи Браунов, стал любимцем округи. Медвежонок решил найти работу, для возможности заработка на подарок его тётушке медведице Люси, которой вскоре исполнится 100 лет. Паддингтон находит редкую книгу-раскладку, в которой собраны 12 достопримечательностей Лондона, любимую тётушкой, но перед самым днём рождения книгу из букинистического магазина крадёт неизвестный вор. Паддингтон пытается догнать и задержать преступника, но оказывается сам под подозрением в краже.
Медвежонка осуждают и отправляют в тюрьму. Тем временем семья Браунов не верит в его виновность и ищет настоящего преступника. Как оказалось, вором был сосед Браунов, Феникс Бьюкенен, посредственный актёр и неудачник. Феникс верил в то, что в книге есть ключ к поиску сокровищ, спрятанный в знаменитых исторических местах Лондона. Феникс посещает их и раскрывает двенадцать букв, которые оказываются 12 нотами. Тем временем в тюрьме Паддингтон нашёл общий язык с местным авторитетом, громилой «Кастетом» Макгинти и другими заключёнными. Он произвёл впечатление на товарищей по несчастью своими кулинарными способностями. Будучи уверенным в своей невиновности, он подговаривает товарищей на побег. Паддингтон и трое соучастников покидают тюрьму на самодельном воздушном шаре. Соучастники бросают медвежонка, несмотря на его просьбу помочь в задержании преступника, и собираются убраться из страны.
Медвежонок связывается с Браунами, которые вышли на след преступника. Они собираются задержать того в цирковом поезде, который отправляется с вокзала Паддингтон. Феникс находит в цирковом вагоне орган, на котором набирает 12 нот и ему открывается ларец с сокровищами, но медвежонок в последний момент останавливает преступника. После погони и поединка в поезде Феникса задерживают. Вагон с Паддингтоном падает в реку, и медвежонка едва удаётся спасти, благодаря помощи Кастета Макгинти, неожиданно вернувшегося на помощь. Три дня Паддингтон лежит без сознания и приходит в себя как раз ко дню рождения. Он очень расстроен, что не сможет подарить тётушке книгу, которую забрали как вещественное доказательство, но, благодаря помощи соседей Браунов, тетушка Люси приезжает в Лондон. В сцене во время титров показано, что книгу в итоге возвращают Браунам. Суд приговаривает Бьюкенена к 10 годам тюремного заключения, через полгода он вместе с сокамерниками и надзирателями организует номер на основе песни Rain On The Roof  из мюзикла Варьете.

## В ролях
| Персонаж        | Описание персонажа                                                                                                   | Исполнитель     |
| --------------- | --- | --------------- |
| Паддингтон      | медвежонок | Бен Уишоу       |
| Феникс Бьюкенен | самовлюблённый актёр, утративший былую славу, который теперь снимается в рекламе собачьего корма. Главный антагонист | Хью Грант       |
| Кастет Макгинти | шеф-повар, бывший взломщик сейфов                                                                                    | Брендан Глисон  |
| Генри Браун     | муж Мэри, папа Джуди и Джонатана                                                                                     | Хью Бонневилль  |
| Мэри Браун      | жена Генри, мама Джуди и Джонатана                                                                                   | Салли Хокинс    |
| Миссис Бёрд     | домработница Браунов                                                                                                 | Джули Уолтерс   |
| Мистер Грубер   | владелец антикварного магазина                                                                                       | Джим Бродбент   |
| Мистер Карри    | сосед Браунов | Питер Капальди  |
| Джуди Браун     | дочь Генри и Мэри, сестра Джонатана                                                                                  | Мадлен Харрис   |
| Джонатан Браун  | сын Генри и Мэри, брат Джуди                                                                                         | Сэмюэл Джослин  |
| Тётя Люси       | медведица, тётушка Паддингтона                                                                                       | Имельда Стонтон |
| Дядя Пастузо    | медведь, дядюшка Паддингтона                                                                                         | Майкл Гэмбон    |
| Полковник       | сосед Браунов | Бен Миллер      |
| Филисити Фэншуй | администратор Феникса Бьюкенена                                                                                      | Джоанна Ламли   |
| Фибс            | | Ноа Тейлор      |

## Создание
В апреле 2015 года, Дэвид Хейман, продюсер «Приключений Паддингтона», подтвердил, что он выпустит продолжение фильма.
Съёмки фильма начались в октябре 2016 года. Часть из них проходила в лондонской Маленькой Венеции на протяжении трёх дней. Съёмки также проходили в тюрьме Шептон Маллет. Процесс завершился в конце июня 2017 года.
Танцевальный номер в тюрьме длительностью 90 секунд снимался по частям в течение 19 часов за день до того, как декорации должны были снести. Помимо Хью Гранта в нём участвовали 300 профессиональных танцоров с татуировками и крепкого телосложения. Сам номер планировался около месяца, три недели Хью Гранта учили чечётке.

## Музыка
| №   | Название                                 | Длительность |
| --- | ---------------------------------------- | ------------ |
| 1.  | «Windsor Gardens»                        | 4:03         |
| 2.  | «The Pop-Up Book»                        | 1:29         |
| 3.  | «A Shave, Sir? A Light Pomade»           | 1:54         |
| 4.  | «Window Cleaning»                        | 3:15         |
| 5.  | «Rub and Scrub (Tobago and d'Lime)»      | 2:27         |
| 6.  | «The Book Is Stolen»                     | 2:21         |
| 7.  | «A Letter from Prison»                   | 2:20         |
| 8.  | «It's Only One Red Sock»                 | 1:24         |
| 9.  | «Madame Kozlova's Story»                 | 1:19         |
| 10. | «One Orange at a Time»                   | 3:03         |
| 11. | «An Unusually Attractive Nun»            | 1:19         |
| 12. | «Marmalade Chefs»                        | 1:22         |
| 13. | «Love Thy Neighbour (Tobago and d'Lime)» | 2:05         |
| 14. | «The Break-In»                           | 3:24         |
| 15. | «Jungle Jail»                            | 2:14         |
| 16. | «Escape Waltz»                           | 3:27         |
| 17. | «Lost and Found»                         | 3:09         |
| 18. | «Race to Paddington Station»             | 1:34         |
| 19. | «The Steam Trains»                       | 3:46         |
| 20. | «Bullseye-Henry»                         | 2:04         |
| 21. | «Splash»                                 | 2:22         |
| 22. | «Happy Birthday Aunt Lucy»               | 3:34         |
| 23. | «Jumping the Line (Tobago and d'Lime)»   | 5:31         |

## Маркетинг
30 мая 2017 года вышел первый тизер-трейлер. 3 октября был выпущен официальный полный трейлер к фильму.
С 9 октября 2017 года в разных локациях Лондона, включая станцию Паддингтон и Тауэрский мост, выставили 5 инсталляций из раскладной книги Паддингтона, фигурирующей в сюжете фильма. Открытие инсталляций посетили Хью Бонневиль и мэр Лондона Садик Хан.
16 октября 2017 года Принц Уильям, герцог Кембриджский и Кейт Миддлтон, Герцогиня Кембриджская вместе с актёрами и создателями фильма «Приключения Паддингтона 2» посетили благотворительное мероприятие, которое состоялось на станции Паддингтон. Игра на основе фильма, Paddington Run, была выпущена 25 октября 2017 года на iOS, Android и Windows Phone.

## Прокат и сборы
В Великобритании за первый уик-энд сиквел «Приключения Паддингтона 2» собрал $ 10,9 млн (£ 8,3 миллионов), что больше сборов первого фильма ($ 8 млн). На настоящее время сиквел «Приключения Паддингтона 2» является самым кассовым фильмом StudioCanal в первый уик-энд кинопроката Великобритании.
На втором уик-энде сборы упали только на 20 % и составили $8,8 млн.
В России кинолента вышла на большие экраны 20 января 2018 года, хотя первоначально она была назначена на 18 января и перенесена на 1 февраля. Первый случай в России, когда фильм сняли с проката за день до релиза, а некоторые кинотеатры уже продали билеты. Впоследствии это объяснялось прокатом отечественных фильмов «Движение вверх» и «Скиф», вышедшего на экраны в тот же день. После разразившегося скандала Минкульт пошёл на попятную и разрешил картину к показу с 20 января.

## Зрительский взгляд

### Рейтинги
На сайте Rotten Tomatoes рейтинг «свежести» фильма составляет 99 % на основе 246 отзывов со средней оценкой 8,7/10. Долгое время у фильма была оценка 100 %, но 28 мая 2021 года Эдди Харрисон дал фильму оценку 2 из 5, из-за чего рейтинг упал на процент. В январе 2018 года сайт «Rotten Tomatoes» объявил, что комедия побила рекорд по позитивным отзывам за всю историю существования сайта. На сайте «Metacritic», где оценки выставляются на основе среднего арифметического взвешенного, средний рейтинг фильма составляет 88 баллов из 100 на основе 38 отзывов, указывая на «всеобщее признание».

### Отзывы критиков
Лесли Фелперин из The Hollywood Reporter пишет, что «фильм „Приключения Паддингтона 2“ не спасёт мир, к сожалению, но его существование делает всё чуть-чуть лучше и выносимее». Variety написали: «Это идеальное семейное развлечение излучает уют и передаёт дух историй Майкла Бонда, которые умело переносят в Лондон XXI века». Кинокритик Питер Брэдшоу из британского издания The Guardian написал, что «фильм излучает беспечную непринуждённость и лёгкое подтрунивание, понятное и детям, и взрослым… здесь юмор приправлен цитрусовым ароматом и щедрой порцией самого вкусного мармелада».

## Продолжение
В июне 2016 года глава StudioCanal Дидье Люпфер объявил, что студия заинтересована в создании триквела «Приключения Паддингтона 3». В апреле 2023 года стало известно, что съёмки третьей части о приключениях Паддингтона стартуют 24 июля 2023 года. Создатель первых двух частей Пол Кинг выступит продюсером третьего фильма, а Дугал Уилсон заменит его в качестве режиссёра.
Производство, как и было запланировано, началось 24 июля, несмотря на забастовку Гильдии киноактёров. Актёрский состав в основном состоит из британских актёров: Бен Уишоу, Хью Бонневилль, Джули Уолтерс, Оливия Колман и Эмили Мортимер, которая заменила Салли Хокинс в роли миссис Браун.